# Champagne (Vaud)
Champagne es una comuna suiza del cantón de Vaud, situada en el distrito de Jura-Nord vaudois. Tiene una población estimada, a fines de 2021, de 1085 habitantes.
Limita al norte con la comuna de Tévenon, al este con Bonvillars, al sur con Grandson, y al oeste con Fiez y Fontaines-sur-Grandson.
La comuna hizo parte hasta el 31 de diciembre de 2007 del distrito de Grandson, círculo de Grandson.